# Santa Ana (Puebla de Trives)
Santa Ana es una entidad de población del lugar de Encomienda, situada en la parroquia de Encomienda, del municipio español de Puebla de Trives, en la provincia de Orense, Galicia.

## Demografía
| Gráfica de evolución demográfica de Santa Ana entre 2000 y 2023 |
|                                                                 |
| Datos según el nomenclátor publicado por el INE.                |